# Jeh Johnson
Jeh Charles Johnson (New York, 11 settembre 1957) è un politico statunitense, Segretario della Sicurezza Interna sotto l'amministrazione Obama.

## Biografia
Nato a New York, Johnson studiò legge alla Columbia University e successivamente lavorò come avvocato nell'ambito privato. Dopo aver svolto le funzioni di assistente procuratore, nel 1998 entrò a far parte dell'amministrazione Clinton come consigliere generale del Segretario all'aeronautica, posto che occupò fino al termine del mandato presidenziale.
In seguito Johnson tornò a svolgere la professione di avvocato, finché nel 2009 il Presidente Obama lo nominò consigliere generale del Dipartimento della Difesa. Quando nel 2013 il Segretario della Sicurezza Interna Janet Napolitano lasciò il governo, Obama decise di nominare Johnson come suo successore. Confermato dal Senato, divenne la quarta persona ad occupare questa carica nonché il primo afroamericano.